# Moonara
× Moonara (abreviado Mnra) es un híbrido intergenérico entre los géneros de orquídeas Aerides × Ascocentrum × Neofinetia × Rhynchostylis. Fue publicado en Orchid Rev. 90(1070) cppo: 9 (1982).